# Béla Kiss
Béla Kiss (Izsák, 28 luglio 1877 – dopo il 1916) è stato un serial killer ungherese, soprannominato il "Mostro di Cinkota".
È stato autore di almeno 24 omicidi, e non è mai stato catturato.

## Biografia

### Gli inizi
Béla Kiss nacque nel 1877 a Izsák, nei pressi di Kecskemét. Non andò mai a scuola, ma imparò comunque a leggere e si dimostrò sempre un lettore vorace. Da giovane fece vari mestieri, tra cui la lettura della mano, e studiò l'astrologia e l'occulto. Nel 1890 svolse il servizio di leva obbligatoria. Nella primavera del 1900, all'età di 23 anni, si trasferì a Cinkota, appena fuori Budapest; la sua casa si trovava in via Kossuth, numero 9; successivamente traslocò al numero civico 17 di via Rákóczi.
Attorno al febbraio del 1912 si sposò con Mária, una donna di quindici anni più giovane di lui che aveva conosciuto da poco. In quel periodo divenne amico del capo della polizia, il detective Kártoly Nagy; Kiss era conosciuto dagli abitanti del posto per la sua gentilezza. Usciva spesso per motivi ignoti e trascorreva molte giornate a Budapest; tornava alle prime ore del mattino. Lavorava come lattoniere, un mestiere che gli permetteva di guadagnare bene.

### Gli omicidi
Nel dicembre del 1912 Kiss scoprì che la moglie lo tradiva con un certo Pál Bihari: durante un litigio con lei la colpì con un bastone in testa e la strangolò con una garrota (un cavo di metallo pieghevole) così forte da reciderle la gola. Successivamente uccise anche Bihari. Il giorno dopo, per sviare i sospetti, diffuse la notizia che la moglie era scappata con l'amante.
Tutti gli altri omicidi partirono dal 1912 e si conclusero due anni dopo, nel novembre del 1914. Il suo modus operandi era il seguente: attirava le vittime del paese, tutte giovani donne, con dei finti annunci matrimoniali in casa e, dopo averle stordite con delle forti percosse, le strangolava con una garrota. Per non farsi riconoscere usava un nome fittizio, “Herr Hoffmann” o “Elemér”. Probabilmente uccideva le donne perché, a seguito dell'incidente con la moglie, nutriva un profondo risentimento verso di loro.
Nel 1912 Kiss assunse una governante, chiamata Jakubec, che non si preoccupò mai delle scomparse. Il giorno dopo ogni sparizione, nel giardino della casa del killer comparivano dei bidoni di metallo: un giorno il detective Nagy, insospettito da ciò, chiese a Kiss cosa contenessero: egli rispose che “si era fatto una scorta di benzina, nel caso in cui la guerra iniziasse”. Il poliziotto e la gente del posto si erano fatti l'idea che Kiss con quei fusti contrabbandasse il liquore; dopo che ammise ciò, tutti gli credettero.
Alcune delle sue vittime sono state identificate:
- Mária Kiss, la moglie di Kiss; fu picchiata e strangolata nel dicembre del 1912.
- Pál Bihari, l'amante, ucciso poco tempo dopo Mária.
- Katalin Varga, la prima donna che si presentò da Kiss; fu picchiata e strangolata la sera stessa.
- La signora Schmeidak, una vedova che si presentò da Kiss la settimana successiva; due giorni dopo il killer la stordì sbattendole la testa contro la parete e la strangolò.
- Margit Tóth, che si trasferì a Cinkota nel 1906 e si presentò da Kiss: lui la obbligò a scrivere una lettera da spedire alla madre: avrebbe dovuto fingere di essere partita per gli Stati Uniti d'America a seguito di un fallimento in amore; fu strangolata e la lettera venne spedita per sviare i sospetti.
- Julianna Paschak: in questo caso i parenti ne denunciarono la scomparsa.
- Erzsébet Komáromi: in questo caso i parenti ne denunciarono la scomparsa.

### La fuga
Soltanto dopo due segnalazioni la polizia di Budapest iniziò le ricerche. Intanto scoppiò la prima guerra mondiale e Kiss, nel novembre del 1914, fu chiamato alle armi. La partenza per la guerra lo aiutò a dileguarsi da Cinkota. In casa rimase la signora Jakubec. Nel luglio del 1916 il proprietario della sua ex-casa, giunto sul luogo per ristrutturare l'appartamento, notò alcuni bidoni di metallo nel giardino dai quali usciva un forte tanfo di putrefazione; avvisò la polizia, che accorse sul luogo insieme a un medico legale. Dentro ai fusti c'erano i cadaveri svestiti di alcune donne con segni di strangolamento sul collo. In un fusto era rimasta la garrota; in altri i cadaveri erano immersi nell'alcol.
In cantina c'erano sette barili, che contenevano una salma ciascuno: tra di esse c'erano quelle della moglie Mária Kiss e dell'amante Pál Bihari. Nella legnaia c'erano nascosti altri due morti; nel pollaio ce n'era un altro ancora. In una stanza della casa, che Kiss aveva chiuso a chiave, c'erano le lettere, i gioielli e i vestiti appartenenti alle donne uccise; nella stessa stanza si trovavano anche dei libri che parlavano di veleni o strangolamenti. Dietro alla scrivania, nascosto assieme alle lettere, c'era un album fotografico con le foto di circa 100 donne. Il killer aveva proibito a Jakubec di entrarci, ma le consegnò la chiave.
Dalle lettere la polizia stabilì che aveva ricevuto 174 proposte di matrimonio e che ne aveva accettate 74. Quindi Kiss intrattenne rapporti epistolari con 74 donne. Molti altri corpi vennero recuperati: era fortemente sospettato di almeno 30 omicidi ma, in luce dei ritrovamenti, la polizia ne verbalizzò 24. La governante, che nel frattempo era terrorizzata, fu sottoposta ad un interrogatorio e si dichiarò innocente, venendo infine scagionata dagli omicidi. La polizia accertò poi che Kiss non aveva un complice. La notizia fece il giro dell'Ungheria e le forze dell'ordine si misero in contatto con l'Esercito per fermare il serial killer.

### La latitanza
I nomi “Béla” e “Kiss” erano molto diffusi; gli agenti si sarebbero trovati di fronte migliaia di presunti killer che in quel momento erano impegnati nelle battaglie in luoghi sperduti. Inizialmente, nel maggio del 1916, prima della scoperta, circolava la notizia che Kiss fosse morto in battaglia.
Il 4 ottobre 1916 le autorità vennero informate che Kiss era morto per una grave forma di tifo nel 1915. La notizia venne rettificata e l'Esercito affermò in un telegramma che era morto in un ospedale da campo nella Serbia orientale dopo essere stato ferito in un combattimento tuttavia quando il cadavere venne portato per l'identificazione, la polizia scoprì che non era il suo: il killer, dopo aver appreso in giro la notizia che era stato scoperto, aveva scambiato i suoi documenti d'identità con quelli di un altro soldato. Quest'altro soldato aveva 20 anni ed era di carnagione chiara, mentre Kiss ne aveva circa 40 ed era di carnagione scura. Da quel momento in poi gli agenti raccolsero alcune prove di avvistamento, ma non tutte potevano essere verificate: una di esse diceva che era stato imprigionato con l'accusa di furto con scasso in Romania; un'altra diceva che era morto di febbre gialla in Turchia. Una segnalazione riferì che era stato avvistato mentre passeggiava su un ponte a Budapest nella primavera del 1919.
Nella primavera del 1920, un soldato disertore francese riferì alla polizia di Sûreté che aveva ascoltato un commilitone parlare “di come fosse bravo a strangolare le donne con una garrota”; questo commilitone si faceva proprio chiamare “Herr Hoffmann”, come lo pseudonimo utilizzato da Kiss nei suoi annunci matrimoniali. Quando la polizia apprese la notizia, il killer era fuggito nuovamente. Dodici anni dopo, nel 1932, un poliziotto chiamato Henry “Camera Eye” Oswald riconobbe Kiss mentre usciva dalla metropolitana di New York City Square, Kiss si accorse di essere spiato e si dileguò subito tra la folla, era scappato per la terza volta. Oswald ritenne che egli vivesse da qualche parte a New York. Nel 1936 la polizia venne avvisata che Kiss lavorava come portiere, custode e bidello in uno stabile; quando i poliziotti giunsero sul luogo, non trovarono nessuno: scoprirono che il portiere se n'era andato proprio il giorno prima. Da quel momento sparì definitivamente. Non è escluso che possa avere continuato a uccidere dopo la fuga.